# Jigger

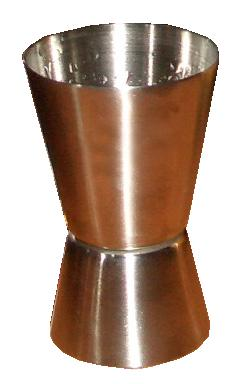
Jigger

Een jigger of barmaatje is een attribuut dat wordt gebruikt bij het afmeten van een bepaalde hoeveelheid drank bij het bereiden van cocktails. De meeste jiggers hebben de vorm van een zandloper, waarbij de twee verschillende kanten ook een verschillende inhoud hebben. De kant met de meeste inhoud wordt jigger genoemd, de kant met de minste pony. In Europa is de inhoud van de jigger vaak 50 ml en van de pony 25 ml, maar dit kan per type verschillen. Een jigger is meestal gemaakt van roestvrij staal.